# Тихвинская осада
Тихвинская осада — оборона Тихвинского Успенского монастыря от шведских войск в эпоху Смутного времени и русско-шведской войны 1610—1617 годов.

## Предыстория
Со времени царствования Василия Шуйского на территории России находился шведский экспедиционный корпус, помогавший изгнанию польско-литовских интервентов. Однако после поражения при Клушине, низложения Шуйского и признания московскими боярами польского королевича Владислава наследником русского престола шведы оккупировали части Северо-Западной Руси, в том числе в 1611 году Новгород и Тихвин. В планы шведской короны входило продвижение на русский трон принца Карла Филиппа, готового принять православие. Чтобы избежать войны на два фронта, и Первое и Второе ополчения такой вариант формально не отвергали. Однако в 1613 году царём был избран юный Михаил Романов. Чтобы продавить свои претензии на московский трон силой, шведы перешли к боевым действиям.

## Осада Тихвинского монастыря
25 мая (4 июня) 1613 года местные стрельцы и дворяне при поддержке отряда Д. Е. Воейкова (400 человек) восстали против шведского гарнизона и перебили его. Узнав об этом, шведы предприняли карательный поход на Тихвин, сожгли посад, однако не смогли взять Успенский монастырь и отошли в село Грузино. К Тихвину подошёл отряд царских войск во главе с князем Семёном Прозоровским. Тем временем шведы собрали 5-тысячное войско, включавшее в себя «немецкую» пехоту, финских рейтар, 2 тысячи черкас и литовских всадников, а также артиллерию и опытных инженеров-подрывников. К середине августа это войско с боем захватило Тихвинский посад и осадило Малый монастырь (Тихвинский Введенский монастырь). К шведскому войску подошло подкрепление (около 1,5 тысяч человек из Швеции). После обстрела монастыря огненными ядрами шведы приготовились к штурму, однако он не состоялся. В рядах защитников Введенского монастыря прошёл слух об измене некоторых казаков, из-за чего ратные люди отступили к Успенскому монастырю, неся большие потери от шведских атак. В Успенском монастыре мятежные и пораженческие настроения удалось погасить, ратные люди вновь решительно настроились на оборону. Поскольку защитников было всего около тысячи, в Москву было послано за новым подкреплением. Потери были и у шведов: в боях погибли возглавлявший войско подполковник Беттиг и командир минёров майор Курц.
Шведы приступили к методичной осаде Успенского монастыря, соорудив батарею на северном берегу Тихвина. Далее они попытались замкнуть блокаду с юго-восточной стороны, а также совершить с помощью минёров подкоп с северной и западной стороны. Однако вылазки защитников монастыря мешали осадным работам, были разрушены восточные туры и захвачены три пушки. Из-за приближающегося с юго-восточной стороны отряда казаков Сумбулова шведам пришлось вообще оставить здесь свои позиции. Однако внезапным нападением отряд Сумбулова был разгромлен, а защитники монастыря вновь не дождались подкрепления.
Русские успешно боролись с подкопной деятельностью шведов, а 7 (17) сентября отбили первый общий штурм. В стане противника начались мятежи, связанные с несвоевременной выплатой жалованья. Со службы ушёл целый наёмный полк пехоты, а за ним и запорожцы. 13 (23) сентября шведы, узнавшие об острой нехватке в крепости пороха и свинца, пошли на второй штурм. В обороне участвовали даже женщины и дети. Шведов вновь удалось отбить, после чего сами тихвинцы перешли в контратаку. Две смелые вылазки 14 (24) сентября и 15 (25) сентября заставили противника бросить «осадный наряд» и с потерями уйти к Малому монастырю. Эта неудача, а также слухи о подходе свежей московской рати Ф. С. Плещеева лишили дальнейшее продолжение осады всякого смысла. Шведы покинули окрестности Тихвина.

## Последствия
После снятия осады Тихвин стал центром настоящей народной войны, развернувшейся на Новгородской земле. Сюда стягивались ратные и уездные люди, свозились вооружение и боеприпасы. Из Тихвина уходили на борьбу со шведами сухопутные и «плавные» отряды. Князь Семён Прозоровский впоследствии стал благодетелем обители и в преклонном возрасте принял в ней монашеский постриг под именем Сергия, похоронен на паперти Успенского собора.